# James Peebles
Philip James Edwin Peebles (Jim Peebles) (ur. 25 kwietnia 1935 w St. Boniface, które od 1971 jest  częścią miasta Winnipeg) – kanadyjski astronom i kosmolog, laureat Nagrody Nobla w dziedzinie fizyki za 2019 rok.

## Życiorys
Ojciec pracował w branży zbożowej. Studiował na University of Manitoba, gdzie uzyskał stopień BSc. W 1958 roku przeniósł się na Uniwersytet Princeton, gdzie w 1962 roku uzyskał stopień doktora. Z tą uczelnią związał całą swoją karierę naukową, pełniąc funkcję profesora emeritusa nauk ścisłych.
Zajmował się głównie kosmologią teoretyczną, rozwijając modele Wielkiego Wybuchu. W latach 60. XX wieku, wspólnie z Robertem Dicke,  założyli istnienie mikrofalowego promieniowania tła (postulowanego wcześniej przez George’a Gamowa) i planowali potwierdzić jego istnienie. Wyprzedziła ich grupa z Bell Labs (Arno Penzias i Robert Woodrow Wilson). Peebles badał charakterystyczne cechy tego promieniowania, starając się wykorzystać je jako założenia dla modeli wszechświata. Badał występowanie helu i innych lekkich pierwiastków we wszechświecie, wykazując na tej podstawie zgodność teorii Wielkiego Wybuchu z obserwacjami. Przedstawiał dowody na występowanie znacznych ilości ciemnej materii w halo galaktycznym.
8 października 2019 został nagrodzony Nagrodą Nobla w dziedzinie fizyki za jego teoretyczne odkrycia w fizycznej kosmologii. Otrzymał połowę nagrody, drugą połową podzielili się Michel Mayor i Didier Queloz.

## Życie prywatne
Peebles jest agnostykiem.

## Wyróżnienia i nagrody
- 1981: Medal Eddingtona
- 1982: Dannie Heineman Prize for Astrophysics
- 1989: Petrie Prize Lecture
- 1993: Henry Norris Russell Lectureship
- 1995: Bruce Medal
- 1998: Złoty Medal Królewskiego Towarzystwa Astronomicznego
- 2004: Nagroda Shawa
- 2005: Nagroda Crafoorda
- 2013: Medal Diraca ICTP[4]
- 2019: Nagroda Nobla w dziedzinie fizyki

Planetoida (18242) Peebles została nazwana jego nazwiskiem.